# Ansamblul curții Coțofenilor
Ansamblul curții Coțofenilor este un ansamblu de monumente istorice aflat pe teritoriul satului Coțofenii din Față; comuna Cotofenii din Fata.
În Repertoriul Arheologic Național, monumentul apare cu codul 70600.01.
Ansamblul este format din următoarele monumente:
- Casa Coțofenilor (cod LMI DJ-II-m-A-08252.01)
- Biserica „Adormirea Maicii Domnului” (cod LMI DJ-II-m-A-08252.02)
- Conac neoromânesc (cod LMI DJ-II-m-A-08252.03)
- Casa neoclasică (cod LMI DJ-II-m-A-08252.04)
- Parcul (cod LMI DJ-II-m-A-08252.05)
- Școala veche (cod LMI DJ-II-m-A-08252.06)

În ansamblul Curților Coțofeni regizorul Dan Pița a realizat în anii ‘70 unul dintre cele mai importante filme ale cinematografiei românești: Tănase Scatiu.